# Eusébio Valli
Eusebio Giacinto Valli (Casciana Alta, 2 de dezembro de 1755 - Havana, 24 de setembro de 1816) foi um médico e cientista italiano.

## Vida e Carreira
Nasceu em Casciana Alta, atual fração do município de Casciana Terme Lari, na província de Pisa, de uma família de Ponsacco. O pai era um médico chamado Giuseppe Valli, e a mãe era uma nobre chamada Anna Maria Jacoponi. Em 1783 graduou-se em medicina em Pisa, e nos anos seguintes trabalhou como primário em várias cidades. Ele seguiu os passos de Luigi Galvani e Alessandro Volta, estudando também o fenômeno da "eletricidade animal" ou "bioeletricidade". É considerado um precursor da vacinação.

## Atividade científica
As publicações de Galvani em 1792 sobre a aplicação de vários metais em sapos levaram um grande número de outros cientistas italianos a pesquisar o que ele chamou de "eletricidade animal". Eusebio Valli foi o primeiro deles a divulgar sua pesquisa e escreveu que a descoberta "o impediu de dormir por muitas noites". Valli tornou-se uma espécie de embaixador da "eletricidade animal" em toda a Europa, dando palestras públicas sobre os experimentos de Galvani e publicando artigos sobre este tema em várias cidades italianas e estrangeiras, incluindo Lausanne, Paris, Londres, etc. Esperimenti sull'elettricità animale, que na época constituíam a análise mais orgânica de todos os problemas do galvanismo. Quando Volta desistiu de distinguir "eletricidade animal" daquela em metais (algo que Galvani, acreditando no vitalismo, não poderia ter feito), Valli permaneceu fiel a Galvani e definiu a eletricidade nos metais de Volta "eletricidade imaginária". Mais tarde, Volta inventou a pilha voltaica, a progenitora da bateria elétrica.
Eusebio Valli realizou experimentos com inúmeras vacinas, como as contra a raiva e a peste. No início do século XIX, ele foi para o Egito, Turquia e Dalmácia, depois para a Espanha e finalmente para Cuba, onde a terrível febre amarela assolava, afetando especialmente as classes mais pobres. Em 1816, em Havana, para melhor estudar seus efeitos, com coragem consciente, autoinjetou-se com alguns germes dessa doença, mas infelizmente morreu aos 60 anos por causa disso. Desde então Eusebio Valli está sepultado no grande Cemitério Monumental "Cristobal Colon" (Cristóvão Colombo) em Havana. A qualidade moral de seu gesto foi muito apreciada pelas autoridades cubanas, que o consideraram, como diz a epígrafe escrita em seu túmulo: "Victima de su amor à la humanidad".